# Giovanni Ferrini
Giovanni Ferrini (Firenze, 10 dicembre 1698 – Firenze, 16 gennaio 1758) è stato un cembalaro italiano.
Unico allievo certo di Bartolomeo Cristofori, al quale si avvicina quale instancabile sperimentatore, ne riprese il sofisticato meccanismo del cembalo a martelli. I documenti che descrivono Ferrini quale apprendista del maestro padovano sono un anonimo dizionario manoscritto settecentesco e i due testamenti redatti da Cristofori.

## Biografia
Considerato il migliore dei due allievi «del Bortolo Padovano, primo inventore del piano, e forte», Giovanni Ferrini fu rinomato costruttore e restauratore di strumenti a tastiera. Oltre ad ereditare i segreti del maestro padovano, Ferrini dimostro la sua spiccata creatività nel progetto di combinare, in un unico strumento, due meccaniche capaci di produrre suoni differenti. La pratica di coniugare meccaniche diverse in un unico esemplare è diffusa durante tutto il Settecento. Tuttavia l'eccezionalità del clavicembalo-pianoforte di Ferrini consiste nel fatto che sia il più antico esemplare rinvenuto ai giorni nostri.
La maggior parte delle notizie biografiche su Ferrini sono emerse dai documenti conservati nei registri battesimali dell'Archivio dell'Opera di Santa Maria del Fiore a Firenze e dal suo testamento. In quest'ultimo, redatto nel 1755, Ferrini nomina suoi eredi i figli Giuseppe, Filippo, Margherita, Anna e Rosa, nati dal primo matrimonio con Maria Caterina Mingardi. Una parte delle disposizioni testamentarie è relativa anche alla seconda moglie, Caterina Marchionni. Dai registri battesimali si ricava poi che Giuseppe nacque il 31 marzo 1733 mentre Filippo il 17 agosto 1734 e che morì il 2 gennaio 1795. Furono loro a proseguire l'attività di cembalari dopo la morte del padre. Nel testamento non compaiono i nomi di altri due figli, Giovanni e Vincenzo, di cui però i registri forniscono le rispettive date di nascita. È possibile ipotizzare che siano morti prematuramente come spesso accadeva.
Il suo apprendistato nel laboratorio di Cristofori iniziò probabilmente attorno al 1710, all'età di 12 anni. La data d'immatricolazione come strumentaio presso l'Università dei Fabbricanti e Por San Pietro, che aveva sede sotto gli Uffizi, avvenne invece nel 1736.

## L'attività di cembalaro

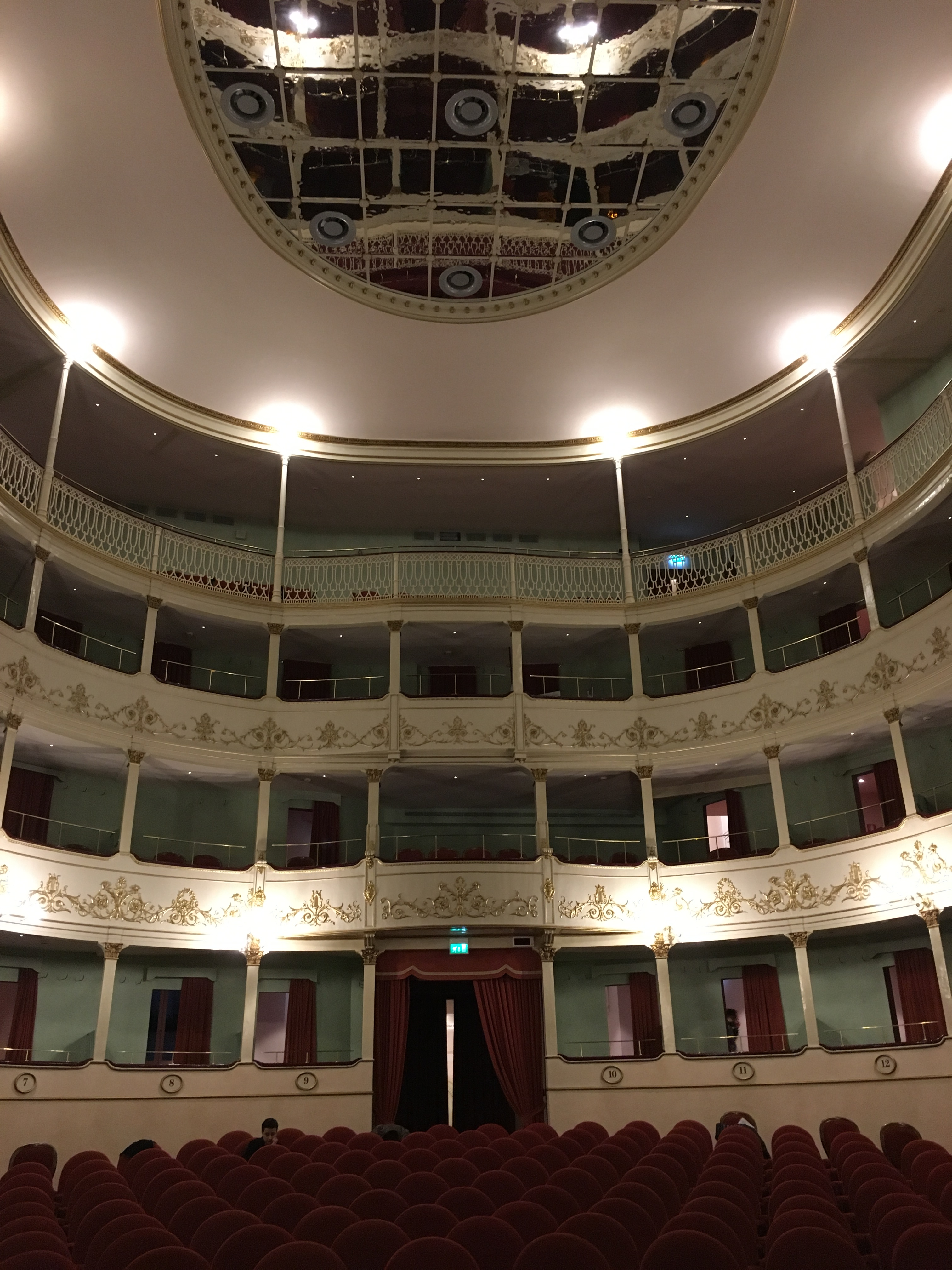
Il Teatro del Cocomero

L'attività cembalaria di Ferrini si svolse principalmente presso la famiglia fiorentina dei Medici e presso il Teatro del Cocomero. Essa consisteva in lavori di accordatura, manutenzione ordinaria, revisione, restauro e costruzione di strumenti. La sua bottega si trovava in via dei Servi “dal Castellaccio” a Firenze, nei pressi dell'abitazione in cui, negli anni Trenta, viveva con la famiglia.

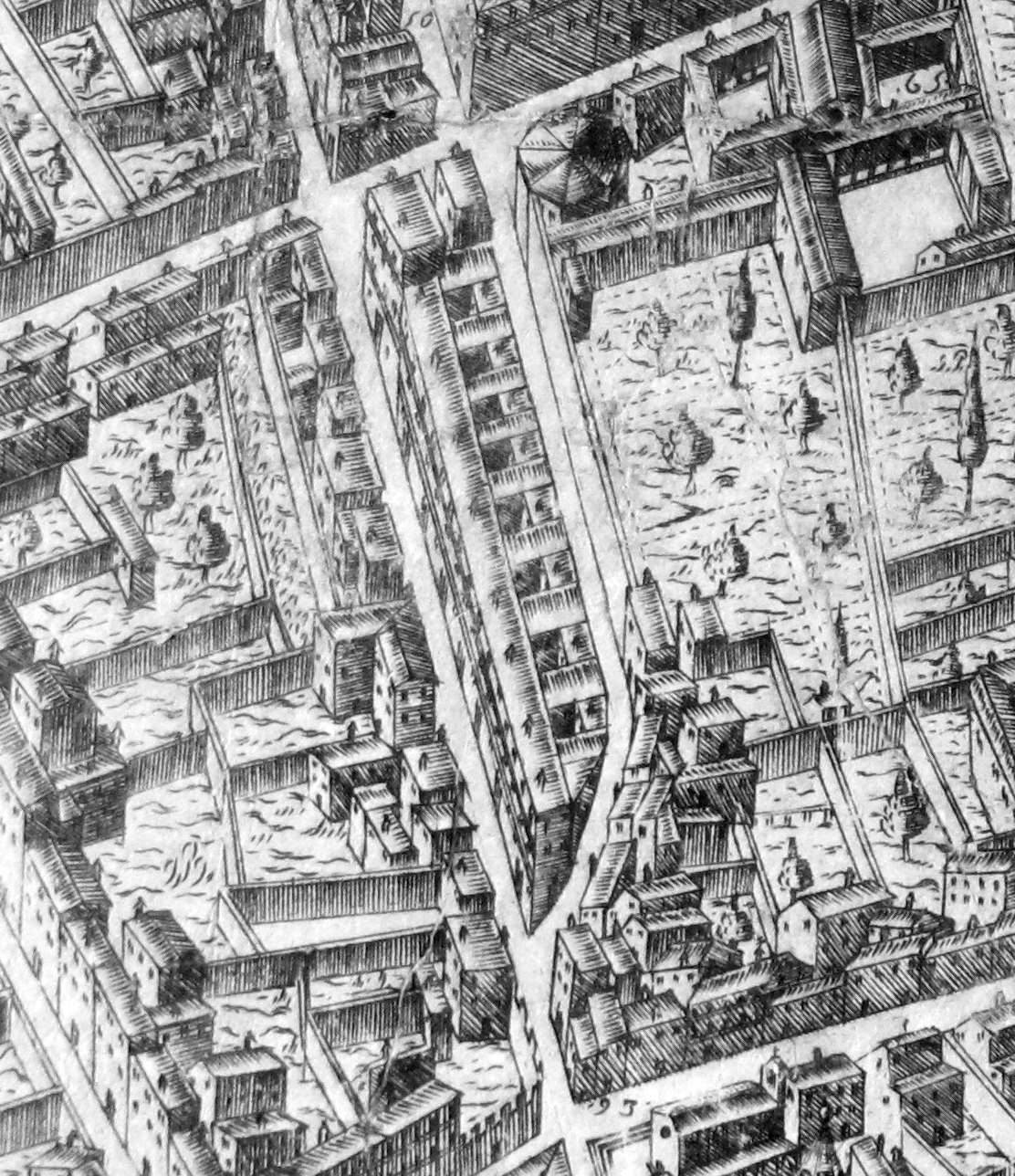
Via del Castellaccio, Firenze, 1594, Pianta del Buonsignori

Dei molti strumenti da lui prodotti sono sopravvissuti solo due esemplari certi: uno spinettone del 1731 e, più noto e unico nel suo genere, un cembalo 'a penne e a martelletti', datato 1746. È certa anche la presenza di un suo 'cembalo a martellini' tra i possedimenti della regina Maria Bárbara di Spagna. Si tratta di uno strumento, costruito nel 1730, che fu lasciato in eredità dalla regina, assieme a due clavicembali e ad un anello di diamanti color canarino, al celebre castrato Carlo Broschi, meglio conosciuto come Farinelli.
L'inventario dei beni ereditari del celebre cantante, datato 1783, così descrive lo strumento:
(Inventarium legale Bonorum hereditariorum bonae memoriae D. Equitis Don Caroli Broschi nuncupati Farinello, Bologna, I-Bas Notarile, Lorenzo Gambarini, 2 maggio 1783)

## Strumenti esistenti

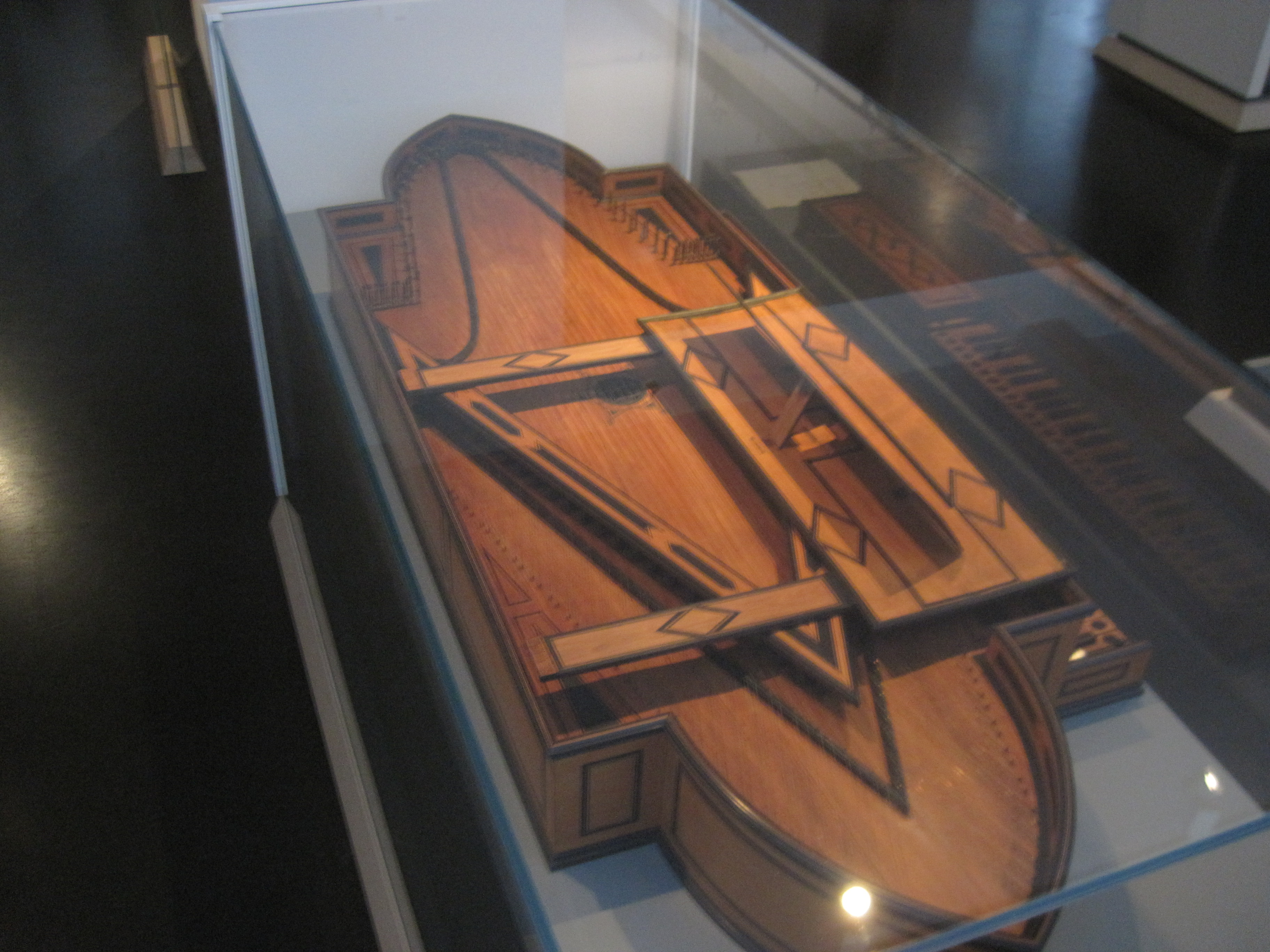
Spinettone da orchestra di Bartolomeo Cristofori, 1693

### Lo spinettone da orchestra
La vicinanza di Ferrini agli insegnamenti di Bartolomeo Cristofori si ritrova in questo strumento. Lo spinettone di Ferrini ricorda infatti lo spinettone da orchestra o spinettone da teatro costruito dallo stesso Cristofori e ora conservato presso il Museum für Musikinstrumente der Universität Leipzig, a Lispia (inv. n. 86).
Ospitato presso l'Accademia Internazionale d'Organo e di Musica Antica Giuseppe Gherardeschi di Pistoia, lo spinettone di Ferrini fu rinvenuto negli anni Sessanta del Novecento  nelle soffitte del Duomo di Pistoia. Fu affidato dal Capitolo della Cattedrale a Umberto Pineschi, esperto di strumenti a tastiera, che lo sottopose a invertenti di ripristino, affidandolo a liutai di chiara fama. Il primo intervento fu effettuato da Guido Maraviglia; negli anni Ottanta un'ulteriore indagine fu realizzata da Franco Barucchieri. L'ultimo intervento di restauro, compiuto tra il 2012 e il 2013, fu affidato ad Alberto Colzani e Luca Vismara.
Lo strumento, come si evince dai documenti dell'Archivio Capitolare, era impiegato nel secondo Settecento per accompagnare i Canonici nel canto delle lamentazioni per la Settimana Santa. Possiede una tastiera cromatica con estensione di quattro ottave e due registri, uno di 8 piedi e l'altro di 4. Sul listello frontale, sopra la tastiera, si trova l'iscrizione IOANNES FERRINI. La paternità dello strumento e la sua data di fabbricazione sono ribadite da un'iscrizione calligrafica a matita non autografa sulla fiancata destra della tastiera.

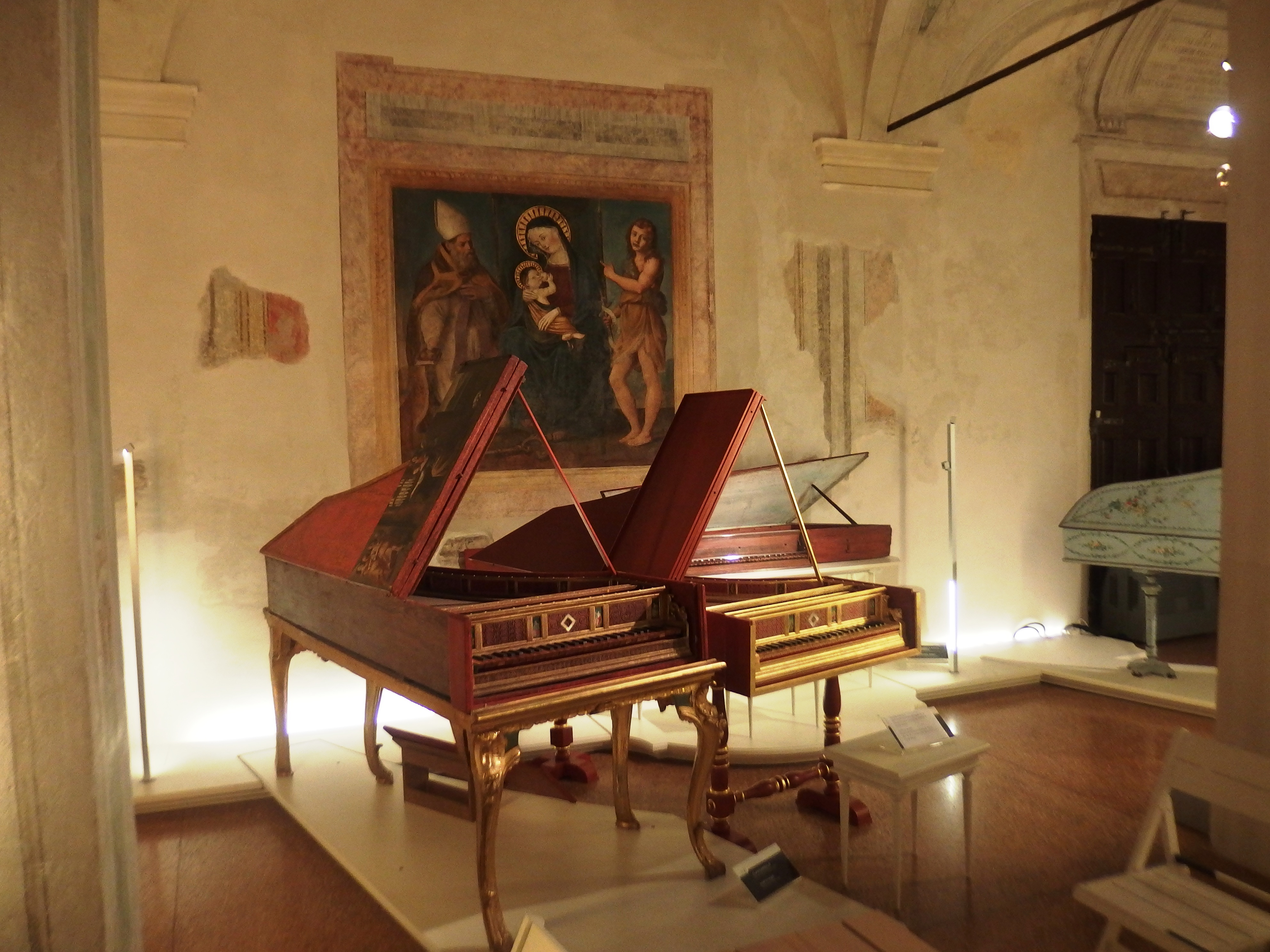
Museo di San Colombano, Bologna, che attualmente ospita il clavicembalo-pianoforte di Giovanni Ferrini.

### Il clavicembalo-pianoforte
Datato 1746, il calvicembalo-pianoforte di Giovanni Ferrini presenta un ambito di cinque ottave, in tutto 57 tasti. La cassa esterna è stata realizzata in pioppo, dipinta di blu chiaro con una ghirlanda stilizzata lungo i lati. Un motivo con strumenti è realizzato nella sezione interna anteriore. Sono presenti due registri di 8 piedi che utilizzano due tipi diversi di meccanica, quella del clavicembalo e quella del fortepiano, azionate rispettivamente dalla tastiera inferiore e da quella superiore. La cassa armonica è di cipresso. È presente l'iscrizione: JOANNES FERRINI FLORENTINVS FECIT ANNO MDCCXLVI.
A partire dagli anni Quaranta del Novecento, lo strumento fu conservato nell'abitazione della clavicembalista Corradina Mola, pioniera della rinascita del repertorio per clavicembalo in Italia. Successivamente fu acquistato da Luigi Ferdinando Tagliavini a Milano nel 1984. Attualmente si trova a Bologna presso il Museo di San Colombano.